# Filippovcy
I Filippovcy (Russo: филипповцы) furono una soglasie (confessione, letteralmente "accordo") dei Bespopovcy (i "senza preti") a loro volta branca dei Vecchi Credenti. Si separarono dai Pomorcy sotto la guida di Filippo, da loro chiamato il "maestro", agli inizi del XVIII secolo. A causa delle persecuzioni cui erano oggetto gli aderenti all'Antico Credo, iniziarono a praticare l'auto-immolazione come strumento per la "preservazione della Fede". Nella seconda metà del XVIII secolo il loro fanatismo decrebbe e si determinarono all'interno del movimento delle scissioni dalle quali in seguito nacquero nuove confessioni: gli Aaronovcy (la Confessione di Aaron), la Confessione dei pastori (пастухово согласие), i Beguny (бегуны) ecc.